# Révay Ferenc (erdőmérnök)
Révay Ferenc (Hegybánya, 1887. március 6. – Pilisszentiván, 1974. október 27.) magyar erdőmérnök, a Szent István-barlang feltárója.

## Élete
A selmecbányai bányászati és erdészeti akadémiát 1913-ban végezte el. Mint erdőmérnök, először Lippán, Recsken, majd 1926-tól a Miskolci Erdőgazdaságban dolgozott. A lillafüredi Palota Szálló építésekor végezte el a szálló helyének kitűzését, és részt vett az Anna-barlang újrafeltárásában. Saját találmánya alapján 1931-1932-ben a Felső-Tarna és a Hangony-patak völgyében hordalékfogó kőgátat épített. 1938-ban a parádi Csevice-forrás édesvízi beszivárgás elleni védelmét oldotta meg.
1927-ben a Szent István-barlang addig ismert végpontjától kiindulva 8 munkásával feltárta a barlang főágát. Elkészítette a barlang térképét, kitűzte a mai bejárást biztosító táró helyét. Tervei alapján és személyes irányítása mellett épült ki a barlang, amely 1931-ben megnyílt a nagyközönség számára. A barlangról készített térképének holléte ismeretlen.
Révay Ferenc nevével találkozhatunk még a német-magyar barlangkutatók 1927. évi magyarországi kongresszusa alkalmából is, amikor a Német Barlangkutató Szövetség – talán éppen a lillafüredi munkálataira való tekintettel – a barlangi medve bronzplakettel (a Magyar életrajzi lexikon szerint „Bronzmedve” emlékplakettel) tüntette ki. Az Osztrák Barlangkutatók Egyesületének levelező tagja volt.
Miskolci évei után a győri állami erdészethez került, majd az ott töltött rövid időszakot követően, az első bécsi döntés eredményeként Magyarországhoz visszacsatolt Kárpátaljára, Rahóra kapott új kinevezést. Ezen a helyen négy évig szolgált, ami után, 1943 júliusában a budapesti állami erdőfelügyelőséghez került.
Fővárosi kinevezése – bizonyára a győri áthelyezéséhez hasonlóan – összefüggésben lehetett a személyével kapcsolatos konfliktusokkal is, amiknek alapját részint az eredményeivel szembeni irigység, részint a minden munkatársa irányában tanúsított maximalizmusa, és az az iránt érzett ellenérzések szolgálhatták. Azt, hogy a budapesti áthelyezés – a minisztériumi megbízatása ellenére is – szakmailag visszalépést jelentett a karrierjében, az is tanúsítja, hogy az állami erdészet nem kívánt (vagy nem tudott) szolgálati lakást biztosítani számára, így kénytelen volt mindvégig a városközponttól közel 30 kilométerre fekvő Gyömrőről bejárni minisztériumi munkahelyére.
A front elvonulása után a gyömrői lakosság ellenszenvvel viseltetett a személye iránt, a szűk látókörű helyi pártbizottság őt is felvette a településről kitelepítendő osztályellenségek listájára. A kitelepítést ugyan végül – egy jóakarója közbenjárásának köszönhetően – megúszta, de 1952-ben megfosztották a nyugdíjától, csak öt évvel később, 1957. januárjától kaphatott némi csekély kegydíjat. Akkor már Pilisszentivánon élt, miután úgy döntött, hogy dicstelenül távozik Gyömrőről, és feleségével a pedagógusként dolgozó kisebbik lányához költözött.
Pilisszentivánon élte le élete utolsó, mintegy két évtizedét, de még itt is igyekezett hasznossá tenni magát. Részt vállalt kisebb útügyi fejlesztések megtervezésében és a munkák kivitelezésében, továbbá számos akvarellen örökítette meg a település faluképét, 1956-tól aktív élete utolsó éveiig. 1974-ben bekövetkezett halála után Csapody István írt róla búcsúztatót, a hazai erdészek akkori legjelentősebb szaklapjának számító Erdőgazdaság és Faipar című folyóiratban.

## Külső hivatkozások
- Magyar életrajzi lexikon